# Deinopa percara
Deinopa percara är en fjärilsart som beskrevs av Walker 1858. Deinopa percara ingår i släktet Deinopa och familjen nattflyn. Inga underarter finns listade i Catalogue of Life.